# Janet Dailey
Janet Dailey (ur. 21 maja 1944 w Storm Lake, Iowa w USA, zm. 14 grudnia 2013 w Branson) – amerykańska autorka powieści romantycznych.

## Życiorys
W 1963 roku wyjechała do pracy w firmie budowlanej należącej do Billa Dailey, jej przyszłego męża. Była autorką książek o romansach, które następnie przetłumaczono w 19 językach w 98 krajach. Zmarła 14 grudnia 2013 roku w wieku 69 lat.